# Балка Крута
Балка Крута (рос. Балка Крутая; б. Крутая) — балка (річка) в Росії й Україні у Тарасовському й Станично-Луганському районах Ростовської й Луганської областях. Ліва притока річки Деркулу (басейн Азовського моря).

## Опис
Довжина річки приблизно 10,59 км, найкоротша відстань між витоком і гирлом — 8,07 км, коефіцієнт звивистості річки — 1,09. Формується декількома безіменними балками та загатами. На деяких ділянках балка частково пересихає.

## Розташування
Бере початок на північно-західній стороні від села Верхній Митякин. Тече переважно на північний захід через село Деркул і впадає у річку Деркул, ліву притоку Сіверського Дінця.

## Цікаві факти
- У минулому столітті на балці існувала 1 водокачка та в селі Деркул 1 газова свердловина[2].